# Polystichum retrosopaleaceum
Polystichum retrosopaleaceum är en träjonväxtart som först beskrevs av Kodama, och fick sitt nu gällande namn av Tag. Polystichum retrosopaleaceum ingår i släktet Polystichum och familjen Dryopteridaceae. Inga underarter finns listade.